# 福井高行
福井 高行（ふくい たかゆき、1926年2月5日 - 2017年1月30日）は、日本の経営者。カルピス食品工業(現在のアサヒ飲料)社長を務めた。奈良県出身。

## 来歴・人物
1952年に東京農業大学農芸化学科を卒業し、同年にカルピス食品工業に入社した。1973年2月に取締役に就任し、1979年10月に常務を経て、1985年3月に社長に就任。1988年11月に顧問に就任。
2017年1月30日消化管出血のために死去。90歳没。